# Escuela de Arquitectura, Ingeniería, Ciencia y Computación
La Escuela de Arquitectura, Ingeniería, Ciencia y Computación, anteriormente denominada Escuela Politécnica, es una escuela de la Universidad Europea de Madrid y está ubicada en Villaviciosa de Odón (España).